# Sesamia mediastriga
Sesamia mediastriga là một loài bướm đêm trong họ Noctuidae.